# Universitatea Bifröst

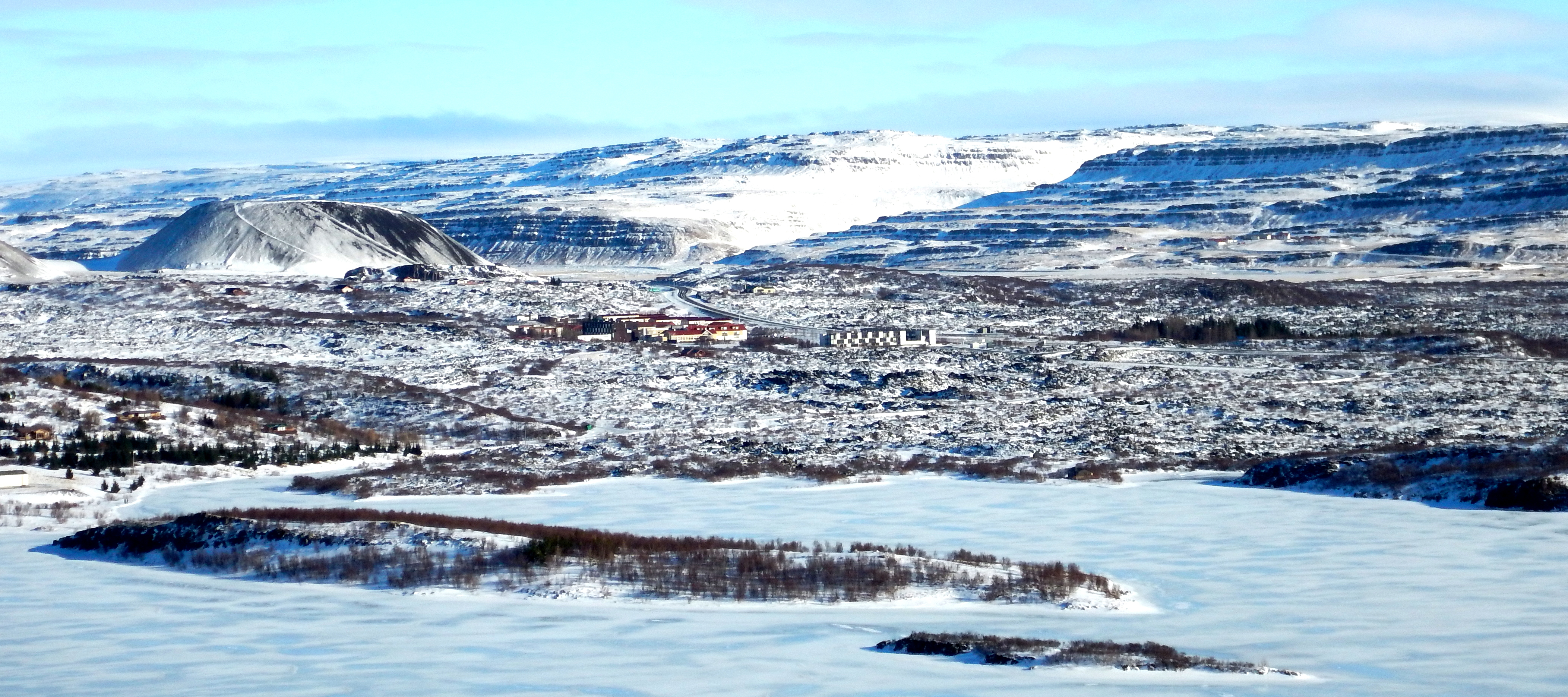
Universitatea Bifröst, vedere dispre Lacul Hreðavatn

Universitatea Bifröst este localizată pe valea Norðurárdalur, la aproximativ 30 km nord de orașul Borgarnes, din Islanda. Inițial, specializată pe domeniul Afacerilor, universitatea oferă însă și cursuri de Drept și Științe Sociale, atât pentru studii de licență, cât și pentru master. Fiecare departament dispune de cursuri în limba engleză. Totuși, mulți dintre studenții acestei universități urmează programe de studiu cu frecvență redusă.
Cea mai mare parte dintre studenți, profesori sau alți angajați ai facultății locuiesc în campus, fiind parte a comuniății educaționale.

## Istorie
Universitatea a fost fondată în Reykjavík în anul 1918 drept un liceu numit Colegiul Cooperatist (Samvinnuskólinn). Instituția a fost condusă de Mișcarea cooperatistă islandeză și avea ca scop pregătirea membrilor acestei mișcări. Fondatorul și primul director al școlii a fost Jónas Jónsson, membru pentru mulți ani al Parlamentului pentru Partidul Progresist.  Acesta a studiat în Danemarca și la Colegiul Ruskin din Oxford, iar ideile lui despre educație erau inovative pentru acea perioadă.
În 1955 instituția a fost mutată în regiunea rurală în care se află astăzi. În apropierea campusului este localizat Lacul Hreðavatn, cascada Glanni și conurile vulcanice Grábrók și Grábrókarfell. 
În perioada anilor 1980, respectiv 1990, instituția a fost transformată într-o universitate ce oferea studii de licență în domeniul Afacerilor.
În 1998, a fost construit un tunel ce reducea timpul de parcurs din Reykjavík spre Bifröst cu aproximativ o oră și jumătate, modificările în societatea islandeză au crescut cererile pentru o educație superioară, iar noua legislație a permis universităților să perceapă taxe. Bifröst a profitat de aceste schimbări și și-a dezvoltat programele de studiu, numărul de studenți crescând considerabil și a început să perceapă studenților taxe de școlarizare adiționale față de suportul financiar primit din partea statului. 
În 2006, numele instituției a fost schimbat în Universitatea Bifröst.

## Viața în campus
În proximitatea universității există un mic supermarket, o grădiniță, căminele studenților și locuințe ale personalului instituției, precum și câteva facilități de recreere (sală de fitness, saună, căzi cu hidromasaj, solar, dar și terenuri de fotbal și basket).
Campusul se află la 110 km distanță de capitala țării, Reykjavík.